# Souli-Peulh
Pour les articles homonymes, voir Souli.
Souli-Peulh est une localité située dans le département de Pissila de la province du Sanmatenga dans la région Centre-Nord au Burkina Faso.

## Histoire
La localité, comme le nom l'indique, est historiquement peuplée par des populations peulhes.

## Éducation et santé
Le centre de soins le plus proche de Souli-Peulh est le centre de santé et de promotion sociale (CSPS) de Pissila tandis que le centre hospitalier régional (CHR) se trouve à Kaya.